# Camilla nella nebbia
Camilla nella nebbia è un romanzo giallo di Giuseppe Pederiali del 2003, il primo dei quattro che vedono protagonista l'investigatrice Camilla Cagliostri.
Il romanzo è stato tradotto in tedesco col titolo Die Tote im Nebel ("Le uccise nella nebbia") e in giapponese.

## Trama
Durante le operazioni di bonifica del Parco Novi Sad di Modena, che l'indomani dovrà ospitare la manifestazione del Pavarotti & Friends, l'ispettore Camilla Cagliostri scopre il cadavere di una giovane in abiti succinti, appoggiato a un albero. I rilevamenti medico-legali appurano che non si tratta di una prostituta, come pensato inizialmente, ma di Donata Zoboli, una rampolla di una ricca famiglia modenese in procinto di sposarsi. Dopo aver informato i famigliari, Camilla si reca al Modena Golf & Country Club per avvertire il fidanzato, Gianluigi Veratti, che appare sconvolto. In tal luogo fa la conoscenza di Marco Lombardi, un affascinante uomo di mezza età dalla fama di spregiudicato finanziere, sposato con una donna più vecchia dall'ingente patrimonio. Tra i due nasce una forte attrazione, che li spinge a frequentarsi nel tempo libero.
Un'altra donna viene trovata morta in una zona di campagna frequentata di notte da prostitute e tossicodipendenti: si tratta di Marcella Gibertini, una giovane fresca di matrimonio che l'omicida ha camuffato come una drogata. Il modus operandi dei due omicidii sembra lo stesso, cosa che fa pensare che dietro ci sia la stessa mano, tanto più che le due vittime erano state compagne di classe alle scuole superiori. Camilla contatta allora diversi superstiti della stessa classe, allo scopo di raccogliere informazioni ed eventualmente metterli in guardia.  Incontra uno dopo l'altro Cinzia Garutti, Massimo Borelli e Miria Tosetti, prima che venga trovato il cadavere di un'altra donna della Modena-bene presentata come una prostituta: si tratta di Claudia Papazzoni, la moglie di Marco Lombardi. La pista comunque sembra essere quella giusta, così Camilla va ad incontrare Emanuela Baccarani, un'altra ex compagna di classe di Donata e Marcella, ora avviata ad una carriera di top model di livello internazionale, che da adolescente era praticamente la leader del suo gruppo di amiche. Questa, in procinto di partire per Parigi dove vivrà un flirt con un famoso attore francese (ma solo come trovata pubblicitaria, poiché Emanuela ha tendenze lesbiche), le confessa che ai tempi della scuola aveva organizzato, con le altre amiche, un'atroce beffa ai danni di Miria, facendola corteggiare da un avvenente ragazzo di ricca famiglia desiderato da molte sue coetanee.
Camilla inizia allora a pensare seriamente che l'omicida possa essere Miria, che intende vendicarsi dell'umiliazione patita anni prima. Dietro suggerimento di Maria Cristina Messori, un'altra ex compagna di classe, contatta Ottavia Barbolini, che era stata la più intima amica della Baccarani, e la convince a fare da esca fidanzandosi per finta col sovrintendente Tosa, spacciato per un impiegato di banca. Manda le partecipazioni di nozze a Miria, che già si era intrufolata nel garage di Camilla per attentare alla vita dell'investigatrice ma aveva desistito per la presenza di Marco Lombardi che l'accompagnava. L'assassina va a trovare Ottavia a casa sua per uccidere anche lei, ma scorgendo che c'è almeno un'altra persona nell'appartamento (in effetti vi si trovavano appostati anche Camilla e Silvestro), fugge precipitosamente scordandosi del coltello che aveva con sé.
Nel frattempo un delinquente abituale, il pugliese Francesco Dicorato, viene accusato di essere il serial killer, ma le accuse non reggono. Miria viene trovata morta dalla zia nella sua camera, impiccata al lampadario. Alcuni particolari lasciano però perplessa Camilla, che viene poi scaricata da Marco, che sceglie come nuova compagna e, in previsione moglie, una donna del suo ceto: l'imprenditrice Maddalena Rinaldi. L'ispettore incontra lo strozzino Gigi Savonuzzi che, in cambio di eventuali futuri trattamenti di favore, le confida che la situazione finanziaria di Marco, a causa di diversi investimenti sbagliati, era tutt'altro che florida, e che ereditando il patrimonio della moglie avrebbe potuto sistemarla a proprio favore. Capisce allora che Marco ha ucciso la moglie per addossarne la colpa al serial killer, e quindi Miria perché non potesse parlare.
Camilla, che non ha alcuna prova concreta che possa inchiodare il suo vecchio amante alle sue responsabilità, decide di incastrarlo con la complicità di alcuni colleghi portando nel pied-à-terredi lui, dove era solito incontrarsi con meretrici per pratiche di sesso estremo, il corpo di una prostituta uccisa in un campo. Marco, capendo di essere stato giocato, partecipa con la propria Ferrari 456 ad una corsa clandestina andando deliberatamente a schiantarsi, dopo aver salutato Camilla un'ultima volta.

## Personaggi
- Camilla Cagliostri: ispettore di polizia in forza alla questura di Modena, dove si occupa di prostituzione minorile. Ha intrapreso la carriera nella polizia perché traumatizzata da ragazzina dalla morte violenta della sorella maggiore Lisa.
- Donato Barleri: agente di polizia, collega di Camilla, di cui è invaghito.
- Silvestro Tosa: sovrintendente della squadra omicidi della questura di Modena, di origine siciliana.
- Francesco Savino: commissario di polizia, in forza alla questura di Modena
- Vincenzo Salinitro: agente di polizia, collega di Camilla
- Antonio Bellomi: medico dell'Istituto di Medicina legale. Effettua le autopsie sulle vittime.
- Gianluigi Veratti: promesso sposo di Donata Zoboli, amministratore delegato dell'azienda di famiglia. All'attività imprenditoriale preferisce il golf.
- Marco Lombardi: affarista che diviene l'amante di Camilla.
- Marcella Gibertini: seconda vittima dell'omicida, già compagna di classe di Donata Zoboli.
- Renato Roda: architetto, marito della precedente.
- Antonia Mostar: donna albanese, sfruttatrice e carceriera di prostitute minorenni e per questo vecchia conoscenza di Camilla. Riesce spesso ad evitare la galera, ma finisce uccisa, probabilmente in un regolamento di conti interno alla malavita.
- Alberto Ferioli: pubblico ministero, titolare delle inchieste sugli omicidii delle giovani donne.
- Cinzia Garutti: ex compagna di classe delle vittime.
- Massimo Borelli: commerciante di tessuti, ex compagno di classe delle vittime.
- Miria Tosetti: ex compagna di classe delle vittime. Orfana di genitori, vive in un villino con la vecchia zia Antonietta che le fa da governante. Di modi abbastanza mascolini
- Oddone Bergamini: metronotte che ritrova il cadavere di Claudia Papazzoni, moglie di Marco Lombardi.
- Emanuela Baccarani: ex compagna di classe delle vittime, ora una famosa indossatrice.
- Stefano Marchetti: giornalista del Resto del Carlino. Lui e Camilla si fanno vicendevolmente dei favori.
- Maria Cristina Messori: libraia, ex compagna di classe delle vittime.
- Ottavia Barbolini: ex compagna di classe delle vittime. Da ragazza era stata la girlfried di Emanuela Baccarani.
- Francesco Dicorato: criminale pugliese, accusato inizialmente di essere il serial killer.
- Gianni Zanardi: complice dello scherzo orchestrato ai danni di Miria, ora un ricco imprenditore.
- Maddalena Rinaldi: imprenditrice carpigiana, nuova amante di Marco.
- Gigi Savonuzzi: strozzino, creditore di Marco Lombardi.

## Edizioni italiane
- Giuseppe Pederiali, Camilla nella nebbia, collana Narratori moderni, Milano, Garzanti, 2003, ISBN 88-11-66542-6.
- Giuseppe Pederiali, Camilla nella nebbia, collana Gli elefanti. Thriller, Milano, Garzanti, 2005, ISBN 978-88-11-67834-2.
- Giuseppe Pederiali, Camilla nella nebbia, collana Elefanti bestseller, Milano, Garzanti, 2014, ISBN 978-88-11-68774-0.